# یخچال طبیعی دریگالسکی (تانزانیا)
یخچال طبیعی دریگالسکی (به لاتین: Drygalski Glacier) یک یخچال طبیعی در تانزانیا است که در Mount Kilimanjaro, Tanzania واقع شده‌است.